# Papuacedrus papuana
Papuacedrus papuana är en cypressväxtart som först beskrevs av Ferdinand von Mueller, och fick sitt nu gällande namn av Hui Lin Li. Papuacedrus papuana ingår i släktet Papuacedrus och familjen cypressväxter. IUCN kategoriserar arten globalt som livskraftig.

## Underarter
Arten delas in i följande underarter:
- P. p. arfakensis
- P. p. papuana

## Bildgalleri

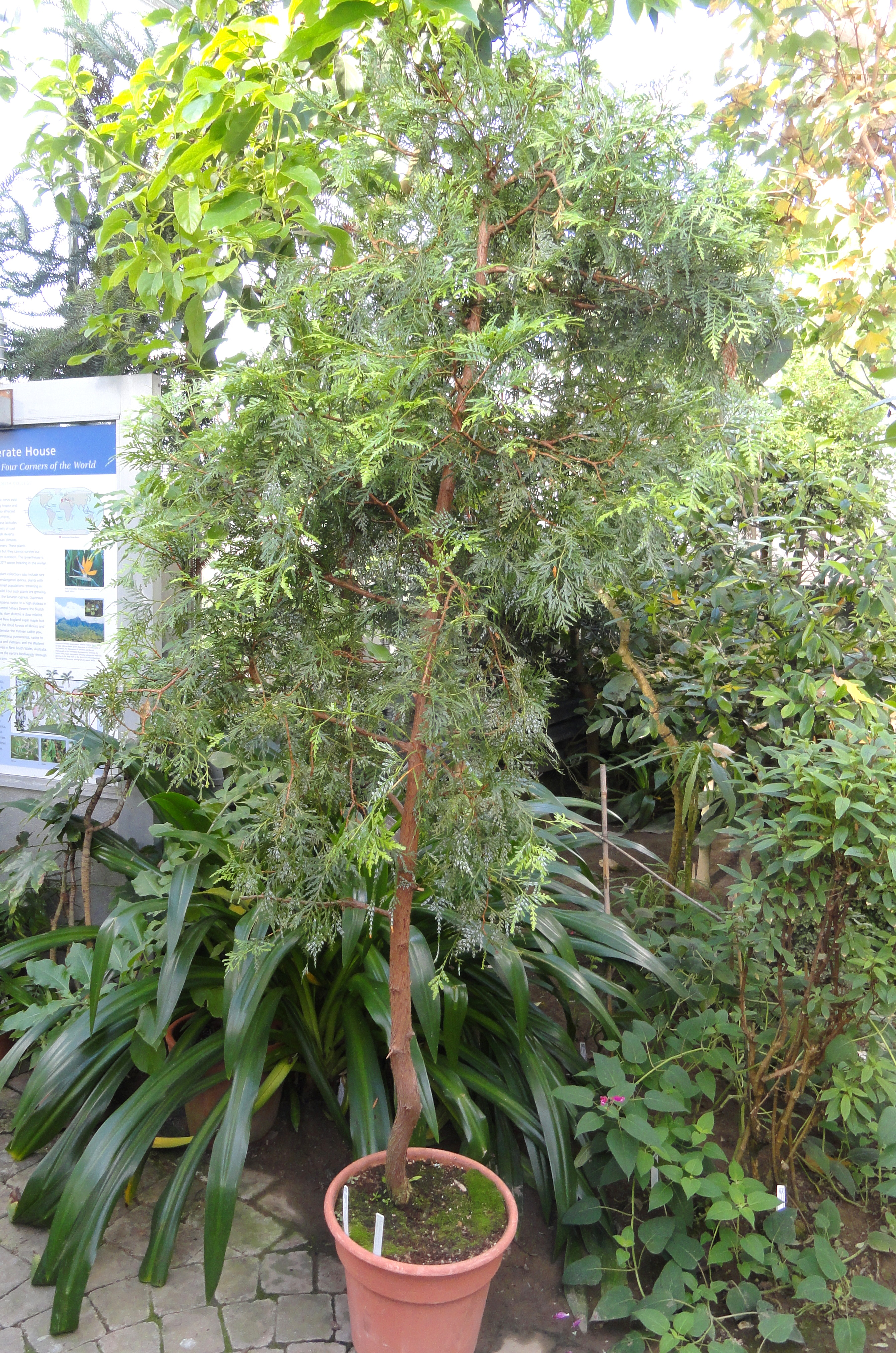
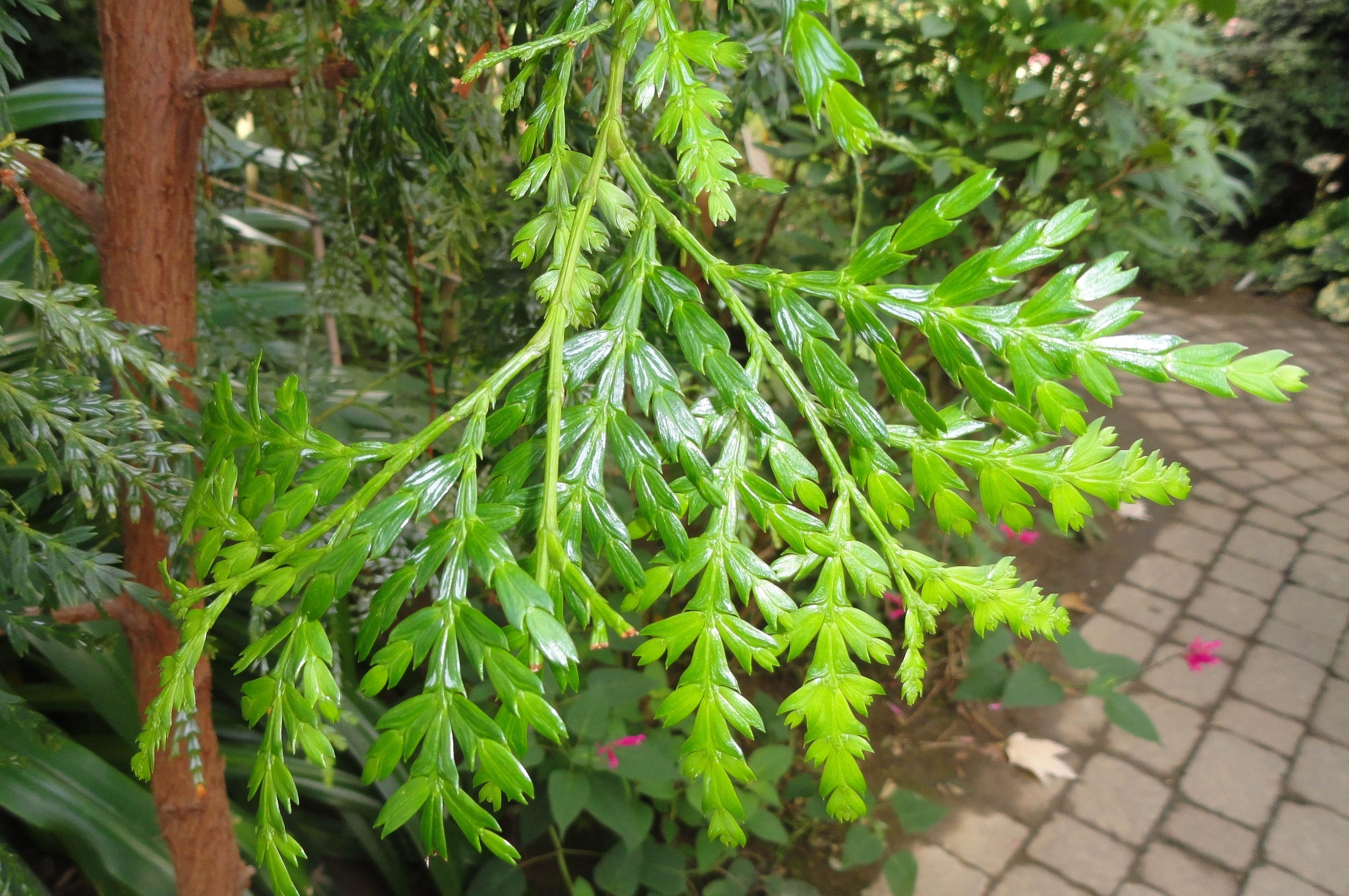
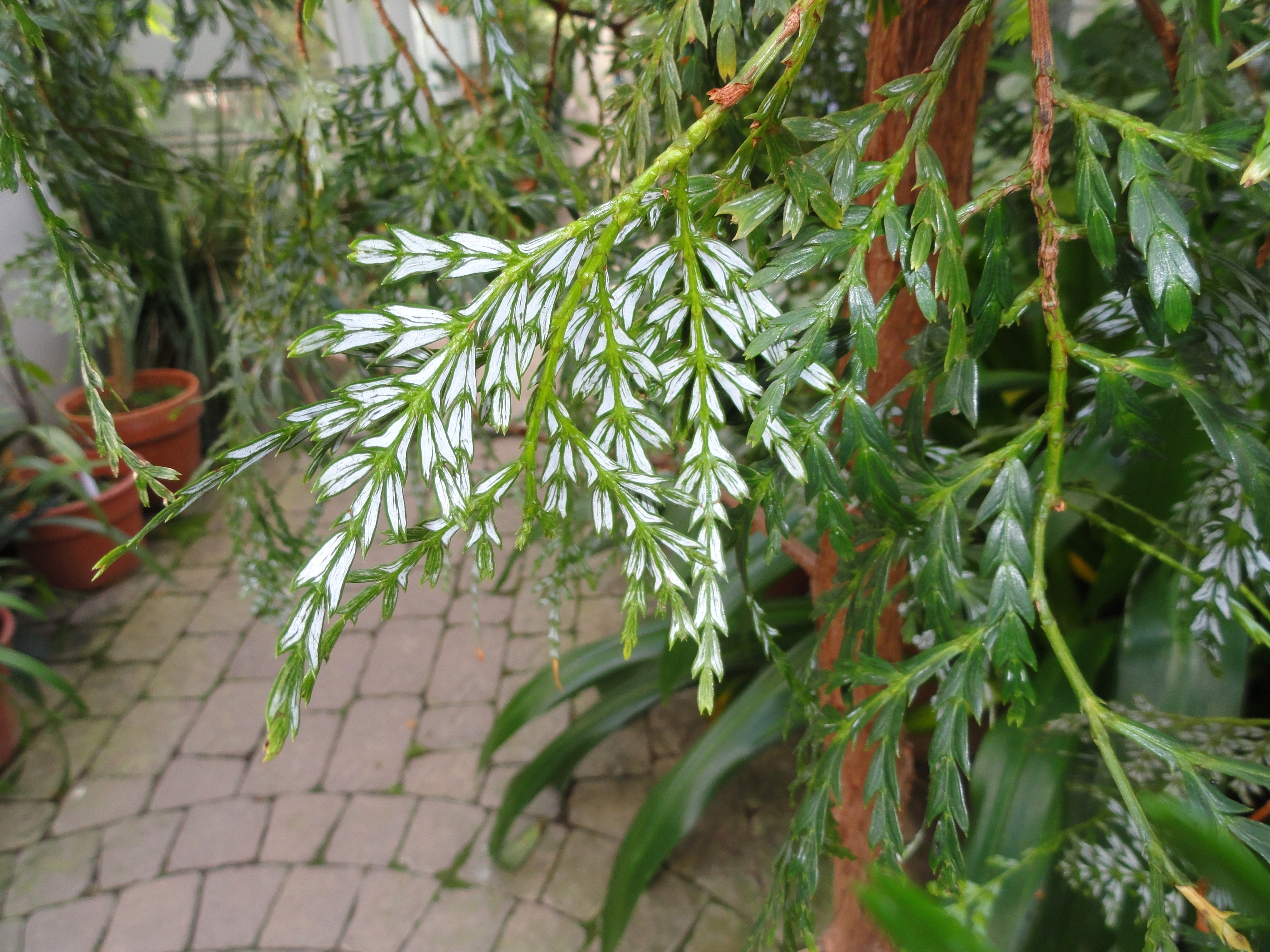